# Kuroshitsuji
Kuroshitsuji (黒執事, lit. "O Mordomo Negro", "O Mordomo Sombrio" na tradução do anime), é um mangá escrito e ilustrado por Yana Toboso. Desde a sua estreia em 16 de setembro de 2006, ele tem sido publicado na revista Monthly GFantasy, pela editora Square Enix. A série segue Sebastian Michaellis, um demônio que serve como mordomo a Ciel Phantomhive, de treze anos, cabeça da nobre família Phantomhive, devido a um contrato que fez com Ciel. Foi anunciada em julho de 2008, que uma adaptação do anime, dirigido por Shinohara Toshiya e produzida por A-1 Pictures, o mesmo, estreou em outubro de 2008, e terminou com 24 episódios. A segunda temporada foi ao ar em julho de 2010, terminando com 12 episódios. Em dezembro de 2011, a Panini anunciou o que iria publicar a série no Brasil. Em 2014, uma nova temporada, 2 OVA's e filme live-action foram lançados no Japão. Em 10 de Outubro de 2015, o Twitter oficial de Kuroshitsuji anunciou que mais uma adaptação para os cinemas foi aprovada, e que os dubladores principais retornariam aos seus papéis.
Em 24 de Outubro de 2016, o Facebook do TOKYOPOP TV anunciou o lançamento de Kuroshitsuji: Book of the Atlantic, que foi anunciado como um filme que foi apresentado em 21 de Janeiro de 2017 no Japão. 

## Enredo
Numa mansão nos arredores de Londres, na era Vitoriana, o mordomo Sebastian Michaelis serve Ciel Phantomhive, de treze anos de idade, o cabeça de uma família nobre inglesa dona de um império de brinquedos e doces, que atua diretamente sob as ordens da rainha. Sebastian realiza todas as tarefas exigidas por seu mestre, solucionando problemas que importunam a Inglaterra com facilidade e perfeição, sejam eles sobrenaturais ou não.

## Mangá
Escrito e ilustrado por Yana Toboso, os capítulos de Kuroshitsuji foram publicados na revista mensal Monthly GFantasy desde a sua estreia na edição de outubro de 2006. Os capítulos também são publicados em volumes pela Square Enix. O primeiro volume foi lançado em 27 de fevereiro de 2008. Até abril de 2024, 34 volumes foram publicados.
Nos EUA e Canadá, o mangá é licenciado pela Yen Press.
No Brasil, é a Panini que publica o mangá, já no 32º volume.

## Drama CD
Em 10 de agosto de 2007, um drama CD foi lançado pela Frontier Works. Ele apresentava muitos dos personagens que aparecem em um e dois volumes. Um segundo drama CD foi lançado em 26 de novembro de 2008.

## Anime

### Kuroshitsuji
Em julho de 2008, foi anunciado que uma adaptação para anime, dirigido por Shinohara Toshiya e produzida pelo estúdio A-1 Pictures seria realizada, estreando em outubro de 2008 e foi transmitido pela TBS, junto da MBS. Em 1 de Janeiro de 2009, uma edição limitada DVD contendo o primeiro episódio foi liberado pela Aniplex. Os próximos três episódios foram lançados em outro DVD em 25 de fevereiro de 2009. Foi utilizado o tema de abertura Monochrome no Kiss (モノクロのキス) por SID e os temas de encerramento I'm Alive por Becca e "Lacrimosa" por Kalafina.

### Kuroshitsuji II
Em Sono Shitsuji, Akai Valentine, um evento especial do anime da qual reunia todos os seiyūs de Kuroshitsuji, que ocorreu em 14 de junho de 2009, foi anunciado a segunda temporada do anime. O seiyū Junichi Suwabe confirmou esta notícia em seu blog oficial mais tarde naquele dia. 
A segunda temporada contou com 12 episódios. Foram utilizados "Shiver" da banda the GazettE e "Bird" de Yuya Matsushita, como tema de abertura e enceramento, respectivamente. A segunda temporada é um arco original do anime , ou seja, não está presente no mangá.

### Kuroshitsuji: Book of Circus
Em Janeiro de 2014, foi anunciado que a série tinha recebido green-lit para outra adaptação de anime. Diferente de suas temporadas anteriores, essa iria seguir fielmente ao seu mangá, adaptando o arco Noah's Ark Circus. A temporada foi dirigida por Noriyuki Abe da A-1 Pictures, com  Hiroyuki Yoshino que seria responsável pelo roteiro da animação.
A terceira temporada contou com 10 episódios. Utilizando as musicas "ENAMEL" da banda SID e "Aoki Tsuki Michite" por AKIRA, como tema de abertura e encerramento, respectivamente. A animação foi transmitida no Brasil ao vivo pelo site Crunchyroll, que já é famoso por fazer transmissôes de animes Japoneses legendados.

### Kuroshitsuji: Book of Murder
Para continuar a linha do tempo do mangá, o arco Phantomhive Manor Murders foi anunciado como 2 OVA's de 1 hora cada, sendo eles apresentados no cinemas japoneses em 25 de Outubro e 15 de Novembro de 2014, respectivamente.

### Kuroshitsuji: Book of the Atlantic
Ainda seguindo a linha do tempo do mangá, o arco Compania foi anunciado como um filme que foi apresentado em 21 de Janeiro de 2017.
A Crunchyroll anunciou durante seu painel na Anime Expo 2023, que uma nova temporada do anime de Kuroshitsuji está sendo produzida. A nova temporada tem estreia marcada para 2024.

## OVAs
O anime também ganhou OVAs , sendo eles His Butler, Performer da primeira temporada e Ciel in Wonderland, Welcome to the Phantomhive’s, The Making of Kuroshitsuji II, The Threads of the Spider e The Story of Will the Reaper da segunda temporada.

## Jogo eletrônico
Um video game para Nintendo DS, chamado Black Butler: Phantom & Ghost (黒執事: ファントムアンドゴースト) foi desenvolvido pela Square Enix e foi lançado em 19 de março de 2009. O jogo é vendido em duas versões, uma primeira edição limitada com um preço mais elevado e inúmeros extras, e uma edição regular.

## Filme live-action
Dirigido por Kentarō Ōtani e Keiichi Sato, o filme estreou em 1 de janeiro de 2014 no Japão e arrecadou um total de ¥5,243,260 de ienes na bilheteria.
O filme estreou no Brasil pelo Netflix sob o nome de O Mordomo de Preto, e foi lançado nos cinemas em 3 de março de 2016.

## Recepção
Durante a semana de 18 à 24 de dezembro de 2007, o terceiro volume ficou em terceiro lugar em vendas no Japão. O quarto volume ficou em nono, durante a semana de 3 a 9 de julho de 2008. O quinto volume ficou em segundo, perdendo para Junjou Romântica, durante a semana de 16 à 22 de setembro de 2008, e caiu para terceiro na semana seguinte (de 23 a 29 de setembro de 2008) O sexto volume ficou em primeiro na semana de 27 de janeiro a 2 de fevereiro de 2009, vendendo 359,703 cópias.